# العلاقات الصينية السريلانكية
العلاقات الصينية السريلانكية هي العلاقات الثنائية التي تجمع بين الصين وسريلانكا.

## مقارنة بين البلدين
هذه مقارنة عامة ومرجعية للدولتين:
| وجه المقارنة                                              | الصين                    | سريلانكا                         |
| --------------------------------------------------------- | ------------------------ | -------------------------------- |
| المساحة (كم2)                                             | 9.60 مليون               | 65.61 ألف                        |
| عدد السكان (نسمة)                                         | 1.33 مليار               | 21.44 مليون                      |
| الكثافة السكانية (ن./كم²)                                 | 138.54                   | 326.78                           |
| العاصمة                                                   | بكين                     | سري جاياواردنابورا كوتي، كولمبو  |
| اللغة الرسمية                                             | اللغة الصينية القياسية   | اللغة السنهالية، اللغة التاميلية |
| العملة                                                    | رنمينبي                  | روبية سريلانكي                   |
| الناتج المحلي الإجمالي (بليون دولار)                      | 12.24 تريليون            | 87.17 مليار                      |
| الناتج المحلي الإجمالي (تعادل القوة الشرائية) بليون دولار | 19.82 تريليون            | 246.62 مليار                     |
| الناتج المحلي الإجمالي الاسمي للفرد دولار أمريكي          | 8.03 ألف                 | 3.93 ألف                         |
| الناتج المحلي الإجمالي للفرد دولار أمريكي                 | 13.21 ألف                | 11.11 ألف                        |
| مؤشر التنمية البشرية                                      | 0.728                    | 0.757                            |
| رمز المكالمات الدولي                                      | +86                      | +94                              |
| رمز الإنترنت                                              | .cn، .中国 ‏، .中國 ‏      | .lk،                             |
| المنطقة الزمنية                                           | توقيت الصين، ت ع م+08:00 | ت ع م+05:30                      |

## مدن متوأمة
في ما يلي قائمة باتفاقيات التوأمة بين مدن صينية وسريلانكية:
- ترتبط شانغهاي مع كولمبو باتفاقية توأمة منذ 2007.[14][14][14][14]

## منظمات دولية مشتركة
يشترك البلدان في عضوية مجموعة من المنظمات الدولية، منها:
| علم المنظمة | اسم المنظمة                               | تاريخ انضمام الصين | تاريخ انضمام سريلانكا |
| ----------- | ----------------------------------------- | ------------------ | --------------------- |
|             | بنك التنمية الآسيوي                       | 1986               | 1966                  |
|             | مؤسسة التنمية الدولية                     | 24 سبتمبر 1960     | 27 يونيو 1961         |
|             | يونسكو                                    | 4 نوفمبر 1946      | 14 نوفمبر 1949        |
|             | وكالة ضمان الاستثمار متعدد الأطراف        | 30 أبريل 1988      | 27 مايو 1988          |
|             | الأمم المتحدة                             | 25 أكتوبر 1971     | 14 ديسمبر 1955        |
|             | الاتحاد البريدي العالمي                   | ?                  | ?                     |
|             | البنك الدولي للإنشاء والتعمير             | 27 ديسمبر 1945     | 29 أغسطس 1950         |
|             | منتدى آسيان الإقليمي ‏                     | ?                  | ?                     |
|             | المنظمة الهيدروغرافية الدولية             | ?                  | ?                     |
|             | الاتحاد الدولي للاتصالات                  | 1 سبتمبر 1920      | 1897                  |
|             | منظمة حظر الأسلحة الكيميائية              | ?                  | ?                     |
|             | مؤسسة التمويل الدولية                     | 15 يناير 1969      | 20 يوليو 1956         |
|             | المركز الدولي لتسوية المنازعات الاستشارية | 6 فبراير 1993      | 11 نوفمبر 1967        |
|             | منظمة التجارة العالمية                    | 11 ديسمبر 2001     | ?                     |
|             | منظمة الشرطة الجنائية الدولية             | ?                  | ?                     |

## وصلات خارجية
- موقع وزارة الخارجية الصينية
- موقع وزارة الخارجية السريلانكية